# Torchbearer
Torchbearer (engl. für Fackelträger) ist eine schwedische Metal-Band, die 2003 von den Mitgliedern verschiedener anderer Bands gegründet wurde.
Der Musikstil der Band mischt Elemente aus Black-, Death- und Thrash Metal. Von einigen Kritikern wird auch der Einsatz von Keyboards herausgestellt, was der Musik einen „Filmmusikcharakter“ verleiht.

## Geschichte
Pär Johansson, Sänger von Satariel und The Duskfall und der Gitarrist Christian Älvestam, der zuvor bei Unmoored und anderen Bands gespielt hatte, gründeten die Band 2003 „aus einer Laune heraus“ und entwickelten zunächst einige Songideen. Mit den aufgenommenen Demos wandten sie sich an Omer Akay, den Betreiber des Plattenlabels Cold Records und wurden von der Firma unter Vertrag genommen. Als Bandnamen wählten sie „Torchbearer“, den Titel eines Liedes von Unmoored aus.
Für die Aufnahmen zum Debütalbum Yersinia Pestis wurden noch der Gitarrist Göran Johansson (Setherial) und die den beiden Gründern bereits bekannten Mikael Degerman (Bass; von Satariel) und Henrik Schönström (Schlagzeug; von Unmoored) herangezogen. Das Album wurde im Black Lounge Studio unter der Leitung des ehemaligen Carnal-Forge-Sängers Jonas Kjellgren aufgenommen und am 22. März 2004 veröffentlicht. Für den Vertrieb konnte die große Firma Metal Blade gewonnen werden, die das Album unter Lizenz von Cold Records verkaufte. Das Werk, dessen Titel dem Namen des gleichnamigen Bakteriums entlehnt ist, ist ein Konzeptalbum über die große europäische Pestepidemie im 14. Jahrhundert. In der Fachpresse wurde das Album teilweise hervorragend aufgenommen, so nannte Robert Pöpperl-Berenda im Rock Hard das Werk „de[n] perfekte[n] Grenzgang zwischen Death- und Black Metal“ und vergab eine Wertung von 8,5 von 10 möglichen Punkten. Eine Tournee zum Album kam aber nicht zustande, da die Band nach Aussagen der beteiligten Musiker mehr einen Projektcharakter hatte und die Mitglieder zudem räumlich weit voneinander getrennt lebten.
2006 unterzeichnete die Band einen Plattenvertrag mit Regain Records und nahmen das zweite Album Warnaments auf. An den Aufnahmen, die in den Panicroom Studios von Thomas Johansson gemischt wurden, war anstelle von Göran Johansson der DivineFire-Gitarrist Patrik Gardberg beteiligt. Bei dem Album handelt es sich erneut um ein Konzeptwerk, diesmal jedoch über den Seekrieg während des Ersten Weltkrieges und insbesondere die Skagerrakschlacht. Das Album wurde am 18. April 2006 veröffentlicht. Erneut fielen die Kritiken zum Album gut aus, etwa bezeichnete Jörg Brauns im Rock Hard das Album als „einen fetten Brocken Death Metal der Extraklasse.“

## Diskografie
- 2004: Yersinia Pestis
- 2006: Warnaments
- 2011: Death Meditations